# Nantong
32°0′N 120°50′Ø / 32.000°N 120.833°Ø
Nantong (kinesisk skrift: 南通; pinyin: Nántōng) er en by på præfekturniveau i provinsen Jiangsu ved Kinas kyst til det Gule Hav. Præfekturet har et areal på 8,001 km2  og en befolkning på 7.737.900 mennesker, heraf 611.736 i byområdet
(2008).

## Administrative enheder
Nantong består af to bydistrikter, fire byamter og to amter:
- Bydistriktet Chongchuan (崇川区), 215 km², 670.000 indbyggere;
- Bydistriktet Gangzha (港闸区), 134 km², 180.000 indbyggere;
- Byamtet Haimen (海门市), 1.148 km², 1,02 mill. indbyggere;
- Byamtet Qidong (启东市), 1.191 km², 1,13 mill. indbyggere;
- Byamtet Tongzhou (通州市), 1.343 km², 1,27 mill. indbyggere;
- Byamtet Rugao (如皋市), 1.531 km², 1,43 mill. indbyggere;
- Amtet Rudong (如东县), 1.872 km², 1,08 mill. indbyggere;
- Amtet Hai'an (海安县), 1.110 km², 960.000 indbyggere.

## Trafik
Kinas rigsvej 204 løber gennem området. Den kommer fra Yantai i Shandong og går mod syd til  Shanghai, og passerer blandt andet Lianyungang, Nantong og Taicang.
Kinas rigsvej 328 i løber gennem  området; den kommer  fra Nanjing, og går  via blandt andet  Yangzhou til Nantong.

## Myndigheder
Den lokale leder i Kinas kommunistiske parti er Lu Zhipeng. Borgmester er Han Liming, pr. 2021.